# Hendrik van Limborch
Hendrik van Limborch (Den Haag, 9 maart 1681 – aldaar, 3 februari 1759) was een kunstenaar uit de Republiek der Zeven Verenigde Nederlanden .
Limborch werd geboren als zoon van een advocaat en werd schildersleerling van de kunstenaars Jan Hendrik Brandon, Robbert Duval, Jan de Baen en Adriaen van der Werff.
Limborch is bekend om zijn portretten en historische allegorieën. Werk van hem bevindt zich in het Rijksmuseum.

## Galerij

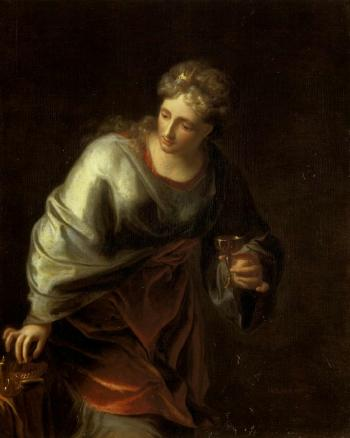
Artemisia II Koningin van Carië
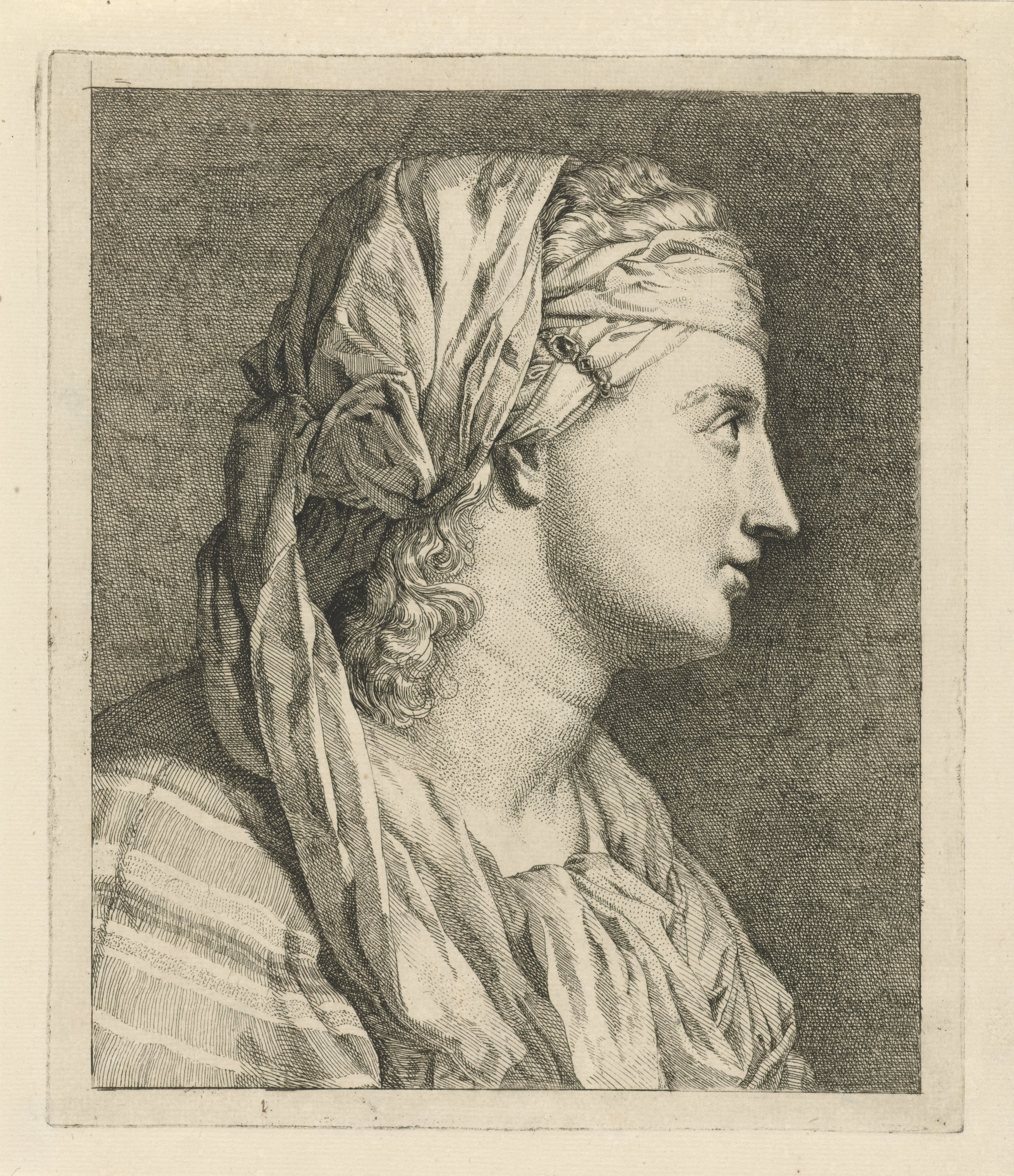
Portret van een vrouw
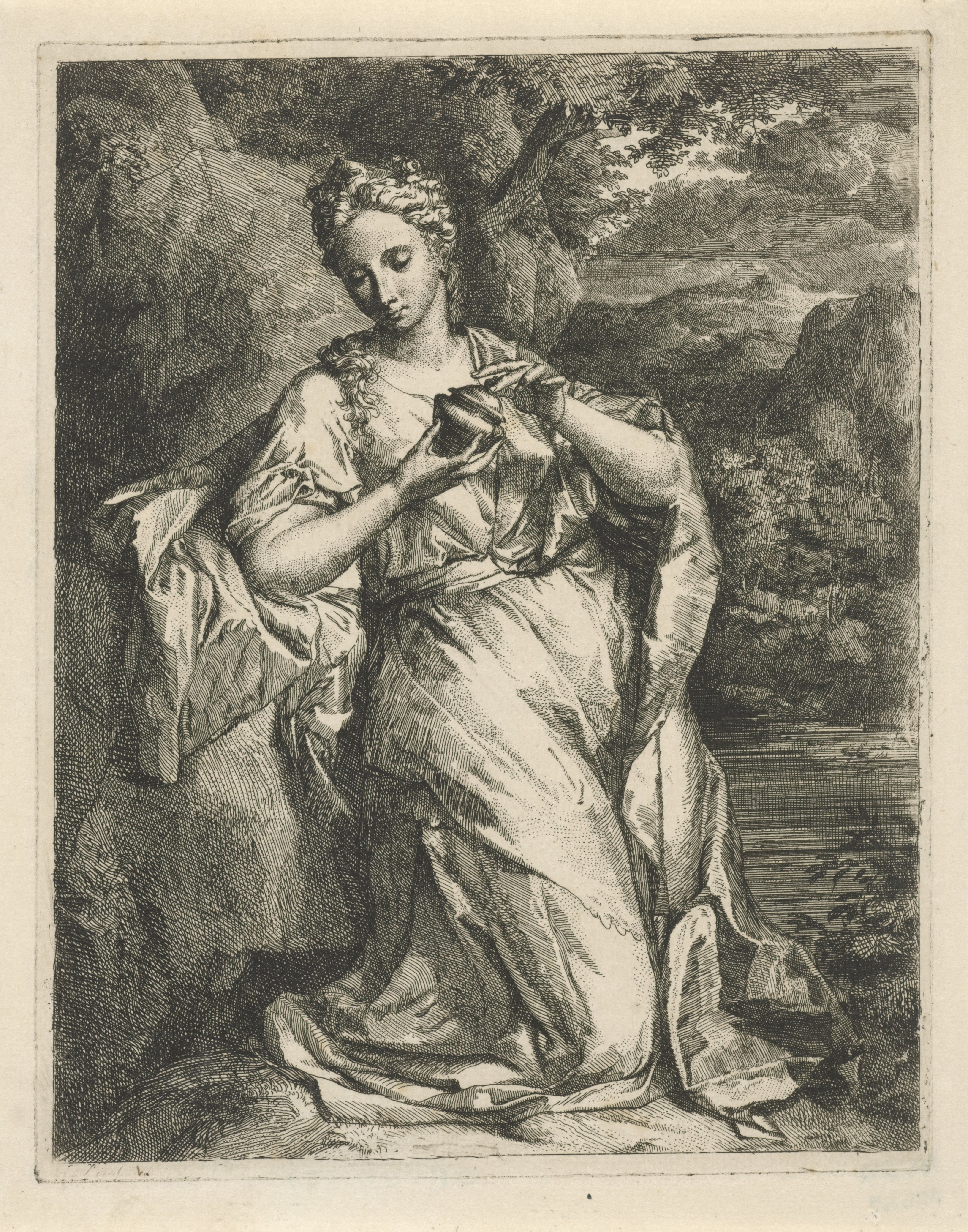
Vrouw met vaas